# 武公俊
武公俊（越南语：／，？—1689年），越南後黎朝時期宣光地區的世襲守將，於1669年繼位，稱寬郡公，後來作反，曾自稱小交岡王，後黎朝方面則稱之為逆寬，最後兵敗而被擒殺。

## 生平

### 繼承先業
武公俊的家族世代為越南後黎朝宣光鎮的守將，至其父武公悳在1669年（景治七年）農曆於九月被人殺害，後黎朝廷有感於武氏家族「有大勳勞，義不可絕」，便立武公俊為後繼人，擔任都督僉事，賜爵寬郡公，繼續鎮守宣光，並獲「頒給民祿，使之承祀」，成為當地的管治者。

### 興兵造反
武公俊繼任後不久，便興兵造反。1672年（陽德元年）農曆六月，黎嘉宗與重臣鄭根一起南征廣南、順化一帶的阮主勢力，當時武公俊身在昇龍，便乘機潛逃返回宣光鎮，攻掠附近州民。《欽定越史通鑑綱目》稱其影響其鉅，「一方為之騷動」。 （《大越史記全書·本紀續編·黎紀·嘉宗美皇帝》載，武公俊遭到黎廷將領鄭楃所擊敗，黨羽多被逮獲，《欽定越史通鑑綱目》則稱這種說法有誤。）
其後，武公俊變本加厲，到中國雲南投靠土官儂氏，自稱小交岡王，與莫氏餘黨莫敬晭、莫敬璹等勾結，又結集當地土著士兵，曾先後於1685年 及1686年（正和六年及七年）劫掠越北邊境的宣興一帶，擾攘一時。後黎朝廷派官兵征討，仍無法殲滅。

### 被執獲誅
1689年（正和十年）農曆六月，黎軍將領以布絹土銀等財物送交清朝雲南蒙自土司李世屏，經過一番疏通後，雲南總督乃清查省內開化、廣南 、臨安三地，將人口一百二十餘交給越方，武公俊於是被捕，獲誅，其黨羽亦解散。

至1699年（正和二十年），宣光、保樂地區仍受清小鎮安州的岑池鳯部隊所侵擾。該年農曆四月，後黎朝廷派員游說調停，最終，當地得以「案堵如故」。